# Helm Glöckler

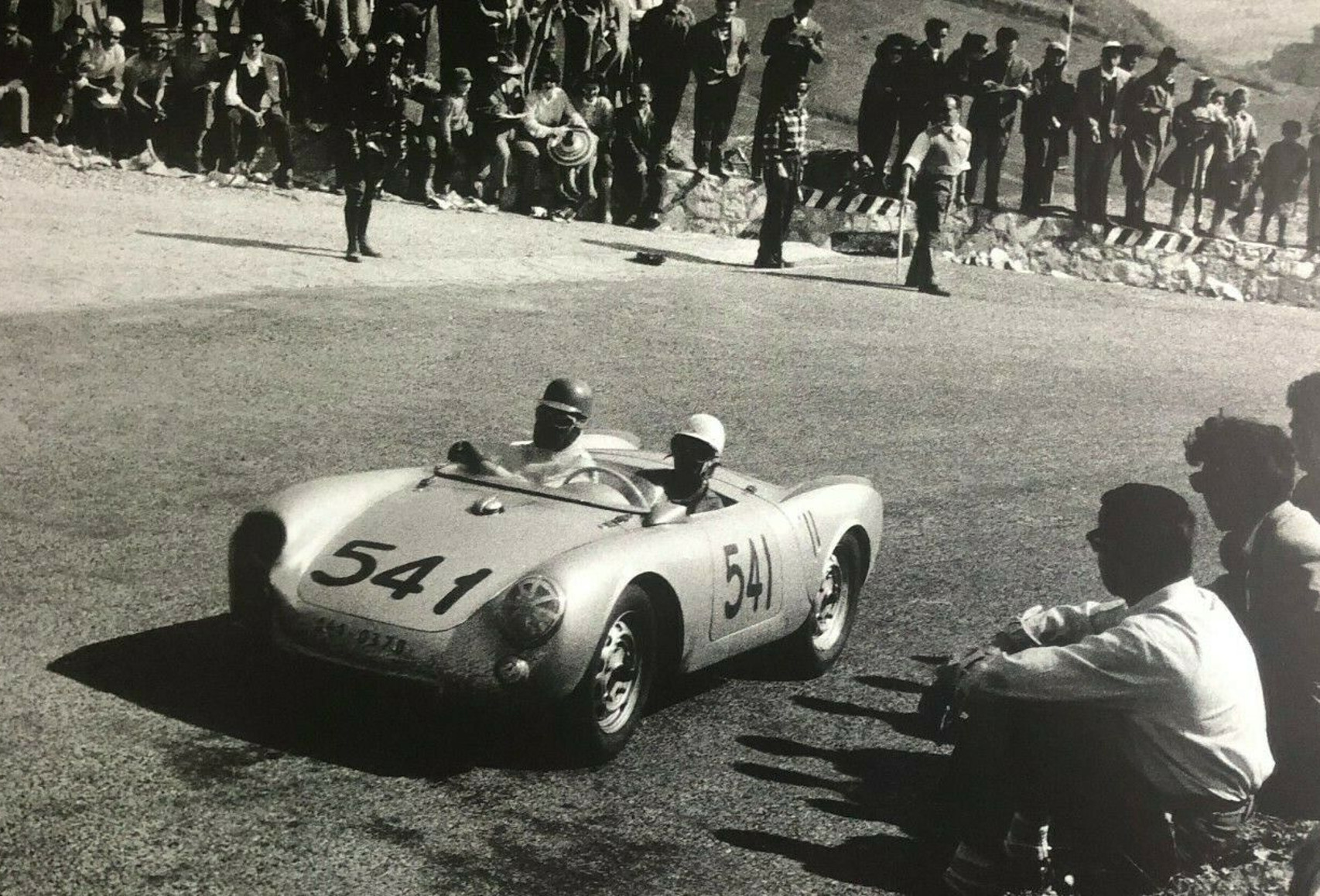
Helm Glöckler als Beifahrer von Wolfgang Seidel im Porsche 550 bei der Mille Miglia 1955

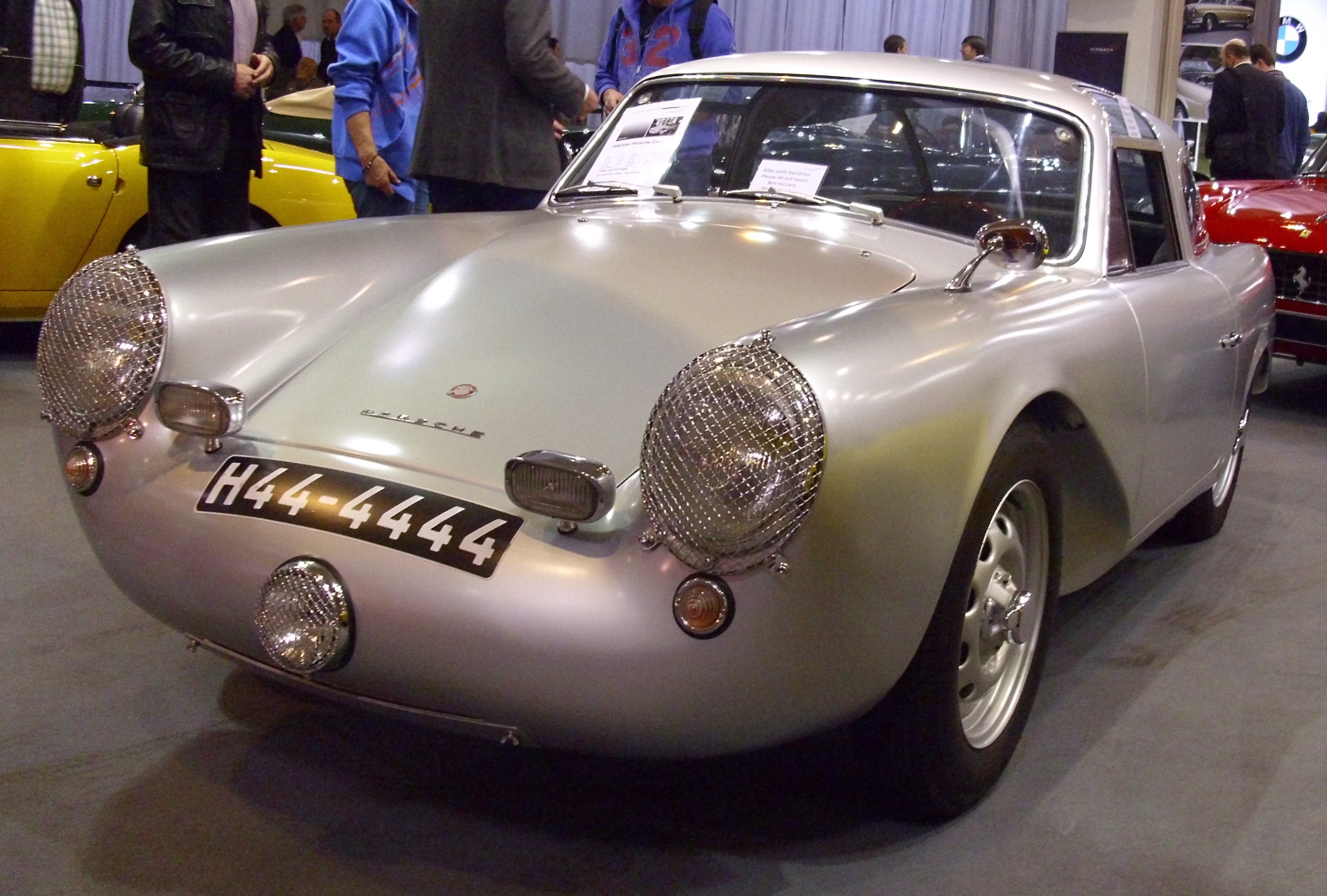
Mit dem Glöckler-Coupé bestritt Helm Glöckler 1954 die Rallye Lüttich-Rom-Lüttich

Helmut Erik „Helm“ Glöckler (* 13. Januar 1909 in Frankfurt am Main; † 18. Dezember 1993 ebenda) war ein deutscher Autorennfahrer.

## Karriere
Helm Glöckler war der Cousin von Walter Glöckler, der in den 1950er-Jahren mit der Entwicklung und dem Bau von Porsche-Rennwagen, den Glöckler-Porsches, bekannt wurde. Auch Helm Glöckler ging mit Glöckler-Porsches an den Start.
Glöckler begann seine Karriere 1948 bei nationalen Monoposto- und Sportwagenrennen in Westdeutschland. Unter anderem fuhr er Formel-3-Rennen mit dem von Helmut Polensky gebauten Kurpfalz. 1949 dominierte er die Klasse bis 1,5-Liter-Hubraum der neu geschaffenen Deutschen Sportwagen-Meisterschaft nach belieben. Mit einem Veritas RS gewann er sieben Wertungsläufe und sicherte sich überlegen die Meisterschaft. 1953 wurde er Werksfahrer bei Porsche und ging von nun an auch bei internationalen Sportwagenrennen an den Start. 1955 wurde er Sechster beim 24-Stunden-Rennen von Le Mans und gemeinsam mit Wolfgang Seidel Achter bei der Mille Miglia.
1953 war er auf einem Cooper T23 beim Großen Preis von Deutschland auf der Nordschleife des Nürburgrings gemeldet. Ein Motorschaden im Training verhinderte einen Rennstart.

## Statistik

### Le-Mans-Ergebnisse
| Jahr | Team       | Fahrzeug                     | Teamkollege             | Platzierung | Ausfallgrund              |
| ---- | ---------- | ---------------------------- | ----------------------- | ----------- | ------------------------- |
| 1953 | Porsche KG | Porsche 550 Coupé            | Hans Herrmann           | Rang 16     |                           |
| 1954 | Porsche KG | Porsche 550 1500 Spyder      | Richard von Frankenberg | Ausfall     | Motorschaden              |
| 1955 | Porsche KG | Porsche 550/4 RS 1500 Spyder | Jaroslav Juhan          | Rang 6      |                           |
| 1956 | Porsche KG | Porsche 356 Carrera 1500     | Max Nathan              | Ausfall     | Wagenbrand nach Kollision |

### Einzelergebnisse in der Sportwagen-Weltmeisterschaft
| Saison | Team                  | Rennwagen                        | 1   | 2   | 3   | 4   | 5   | 6   | 7   |
| ------ | --------------------- | -------------------------------- | --- | --- | --- | --- | --- | --- | --- |
| 1953   | Porsche Helm Glöckler | Porsche 550 Renault 4CV          | SEB | MIM | LEM | SPA | NÜR | RTT | CAP |
| 1953   | Porsche Helm Glöckler | Porsche 550 Renault 4CV          |     |     | 16  |     | 21  |     |     |
| 1954   | Porsche               | Porsche 356 Porsche 550          | BUA | SEB | MIM | LEM | RTT | CAP |     |
| 1954   | Porsche               | Porsche 356 Porsche 550          |     |     | 34  | DNF |     |     |     |
| 1955   | Porsche               | Porsche 550                      | BUA | SEB | MIM | LEM | RTT | TAR |     |
| 1955   | Porsche               | Porsche 550                      |     |     | 8   | 6   | 12  |     |     |
| 1956   | Wolfgang Seidel       | Mercedes-Benz 300 SL Porsche 550 | BUA | SEB | MIM | NÜR | KRI |     |     |
| 1956   | Wolfgang Seidel       | Mercedes-Benz 300 SL Porsche 550 |     |     | 7   | DNF |     |     |     |
| 1957   |                       | Mercedes-Benz 300 SL             | BUA | SEB | MIM | NÜR | LEM | KRI | CAR |
| 1957   |                       | Mercedes-Benz 300 SL             | DNF |     |     |     |     |     |     |